# Pomnik Łodzian Przełomu Tysiącleci
Pomnik Łodzian Przełomu Tysiącleci (część pomnika realizowana od 2012 nosi nazwę Pomnika Łodzian Nowego Millenium) – nawierzchnia jezdni ulicy Piotrkowskiej w Łodzi ułożona z ponad 13454 kostek brukowych, każda z żeliwną płytką sygnowaną imieniem i nazwiskiem fundatora - stanowi jedną z trzech części Pomnika Łodzian.
Unikatowy w skali europejskiej pomnik o szerokości 1,56 m i długości 340 m zawiera trzysta tysięcy liter, nadal spełnia rolę ulicy. Projektodawcą jest architekt Zbigniew Bińczyk, związany z Fundacją Ulicy Piotrkowskiej, która zainicjowała budowę pomnika. Obiekt miał być symbolem przywiązania łodzian do swojego miasta, ale i sposobem na finansowaną społecznie renowację najbardziej zniszczonego odcinka głównej ulicy.

## Historia
- Pomysł powstania pomnika zrodził się w listopadzie 1999
- W grudniu 2000 wmurowano pierwszych 40 bazaltowych kostek (na wysokości kamienicy przy Piotrkowskiej 102)
- Już w lutym 2001 okazało się, że próbne kostki są śliskie i mało odporne na ścieranie. Zastąpiono je kostkami betonowo-żeliwnymi.
- Kwiecień 2002 rusza remont ulicy Piotrkowskiej na odcinku od ul. Tuwima do Nawrot. Wmurowanych zostaje 12899 kostek.
- Kwiecień 2003 wmurowanych zostaje kolejnych 555 kostek, na odcinku ul. Nawrot do Roosevelta.
- W kwietniu 2012 triumfatorzy Łódź Maraton Dbam o Zdrowie (Etiopczyk Tola Bane i Polka Agnieszka Gortel-Maciuk) otrzymali w nagrodę samochody Ford Ka oraz kostki ze swoimi nazwiskami, które zostaną wmurowane w Pomnik Łodzian Nowego Millenium.
- W listopadzie 2012 rozpoczął się demontaż kostek Pomnika w związku z realizacją przebudowy ulicy Piotrkowskiej.
- W 2014 po odnowieniu nawierzchni do Pomnika Łodzian Przełomu Tysiącleci dołączyły: Pomnik Łodzian Nowego Millenium i Pomnik Łódzkiej Tożsamości, które razem tworzą Pomnik Łodzian